# Ocrepeira verecunda
Ocrepeira verecunda là một loài nhện trong họ Araneidae.
Loài này thuộc chi Ocrepeira. Ocrepeira verecunda được Eugen von Keyserling miêu tả năm 1865.